# 定規バトル (定規戦争)
定規バトルとは、ジョウバト、定戦（じょうせん）、定規戦、さしパチ、さしピン、ものせんとも言い、日本の小中学校でよく休み時間に楽しまれる遊びである。基本的なルールは2人以上で行い、相手を場外に追い出すことである。地域によってローカルルールが存在し、統一されたルールはない。明確な発祥時期はわからないものの20世紀後半から21世紀初頭にかけて興ったと考えられる。初めは地方限定と考えられていたこともあったが、徐々に全国に広がり、知名度の高い遊びとなっている。

## 定規バトルの一般的な競技用具
一般的には以下のものが挙げられる。
- ゲーム用の定規（15cm程度のものが一般的。30cmものさしや、目盛りがあるだけの板は不可の場合が多い）を使用する。分度器、三角定規は、相手や審判が認めれば可。ひびが入ったものは不可。
- ペン（シャープペンシルなどペン類なら可）
- 競技場となる台（机、学校であれば教卓や配膳台、ロッカー、理科室の椅子上なども可）

## 一般的なルール

### 定規バトルの流れ
じゃんけん等を行い、どの順番で定規を動かしていくのかを決める（じゃんけんで勝った＝先攻とは限らない。勝った方が、先攻にするか後攻にするか、まず決められる）。定規をお互いに交換し、どのような定規をゲームに使うのか、確認する。確認したら返却する。
互いに礼をしたら、次に、順番に1回ずつペン類を定規に押し当てながら引く。そして、定規がはじかれ、動いたのを確認する。ペンで弾いた定規同士をぶつけて机の上から落とす。これを何回も繰り返し個人対戦の場合は最後まで残った者を、チーム対戦の場合は最後まで残った者が属するチームを「勝利」とみなし、これを勝利判定とする。
ゲームが終わったら、礼をする。

### ルール
- ゲーム中に、定規に触れてはならない。もし触れてしまった場合は、反則判定または敗北判定が下される。
- ゲーム中、「待った」や「二手射ち」は不可。行えば、「敗け」となる。
- 定規を改造してはならない。ゲームのはじめにお互い、確認し合う。
- 相手定規が次のターンを行えないように自分の定規を乗せたと、審判が判断した場合、乗せた側が敗けになる。或いは、「引き分け」、「下側がパス」などあるため、ゲーム前に確認する。
- 先攻がわずかに有利である為、1番目に後攻の定規を落とす、共に落ちることはできず、落としたら「無効」で、やり直しとなる。先攻のみが落ちた場合は、「先攻の負け」になる。
- 不発も1手とみなす。また、ペンを一度、定規に触れたにも関わらず、離れてしまうのも、1手となる。
- 定規の上に、ペンを軽く叩き、結果、「動かない」ということも可。ただし、ペンのゴムの部分などを定規に押し付けながら、定規を自在に操るのは不可。
- 定規がお互いぶつからず、ほとんど動かないと、ゲームが進行できない。そのため、自分の番で回（或いは3回）続けて、相手の定規にぶつからないと「敗け」というルールもある。
- 定規が机からはみ出た場合、任意の場所から再開する。或いは、ペンではみ出たところをテーブル側に向かって、押し入れる。
- 両者、ほぼ同時に落ちた場合は「引き分け」と扱われ、先攻と後攻を換えて再ゲームを行う。また、じゃんけんや抽選で勝者が決められる場合や、攻撃した側の勝ち／落とされた側の勝ちと決める場合、あらかじめゲーム前に、（先攻／後攻）だけでなく、（引き分け勝ちの権利）を選ぶこともある。いずれにせよ、前もって確認する必要がある。
- 試合中に定規を変更しない

## 地域独自発展型定規バトル（定規戦争）
独自の技やルールが今もなお作られており、世界的なルールブックのようなものはない。
関東のある学校で作られた独自ルール
- 基本的に一般的なルールと同じ

- 最初は定規が机からはみ出した状態で始める。

- はみ出した定規の端にペンをのせて片側を持ち上げる行為を認める。ただし、定規を完全に浮かす行為は認められない。

- 相手の定規にのられた場合、3回以内に脱出すればゲームが再開できる。定規が机からはみ出した状態でのられた場合、ペンではみ出している部分を持ち上げてひっくり返し、逆に相手の上に乗る技、通称「つばめがえし」を使うことができる。

- 相手の定規の上に完全に乗っかり絶対に脱出できないようにしてもかまわない。

- 全然相手の定規にぶつからなくても負けにならない。

- 基本的に手で定規をひっくり返す行為は認められない。ただし、ペンだけを使ってひっくり返すのは認める。

- 30cm定規と軟体定規（スネーク）は強すぎるので基本的に禁止。
- 1ターン目で相手の定規を落とすのは禁止。通称「初見殺し」これは落としたほうが反則負けとなることがある。